# 卢瓦堡
卢瓦堡（法語：Château-du-Loir，法語發音：[ʃato dy lwaʁ]，意即为“卢瓦河之城堡”）是法国萨尔特省的一个旧市镇，属于拉弗莱什区。2016年，卢瓦堡与临近的2个市镇合并为新市镇卢瓦河畔蒙瓦勒。

## 地名
该地在《世界地名翻译大辞典》等地名翻译类书籍中被译作“卢瓦尔堡”，然而该译名为误译，地名“Château-du-Loir”中的“Loir”是卢瓦河而非卢瓦尔河（Loire）。

## 地理
卢瓦堡（47°41'36"N, 0°25'5"E）面积11.46 平方千米，位于法国卢瓦尔河地区大区萨尔特省，该省份为法国西北部内陆省份，北起顺时针与奥恩省、厄尔-卢瓦省、卢瓦-谢尔省、安德尔-卢瓦尔省、曼恩-卢瓦尔省和马耶讷省接壤，是法国大西部的入口，连接卢瓦尔河谷、布列塔尼和巴黎盆地。
与卢瓦堡接壤的市镇（或旧市镇、城区）包括：弗莱、卢瓦河畔武夫赖、迪赛苏库西永、吕索、蒙塔邦。

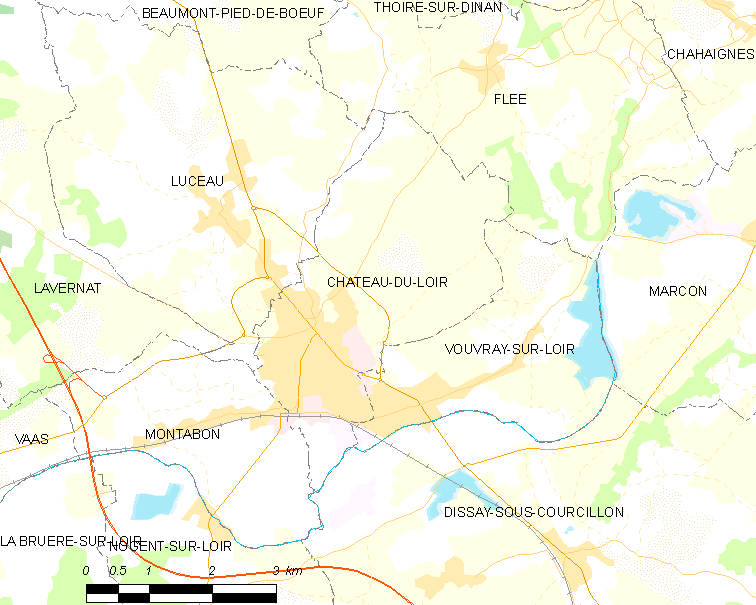
卢瓦堡的OSM定位图

卢瓦堡的时区为UTC+01:00、UTC+02:00（夏令时）。

## 行政
卢瓦堡的邮政编码为72500，INSEE市镇编码为72071。

## 政治
卢瓦堡所属的省级选区为卢瓦河畔蒙瓦勒县。

## 人口

1962-2008年间卢瓦堡人口变化图示

卢瓦堡于2018年1月1日时的人口数量为4567人。